# Эммануэль Джал
Эммануэль Джал (ур. Джал Йок, род. 1980) — южносуданско-канадский певец, актёр, бывший ребенок-солдат, политический активист.
Его автобиография «Дитя войны: История ребенка-солдата» была опубликована в 2009 году.

## Детство
Джал родился в деревне Тондж в Бахр-Эль-Газале, в семье нуэр. Он не знает точной даты своего рождения, и указывает 1 января 1980 в качестве одного из возможных вариантов.
Джал был ребенком, когда началась вторая гражданская война в Судане.
Отец примкнул к Народной армии освобождения Судана, и едва сыну исполнилось 7 лет, мать убили солдаты, лояльные правительству Судана.
После этого Джал стал одним из тысяч детей-беженцев в Эфиопии.
Некоторых детей, впрочем, включая Джала, Народная армия освобождения Судана под видом обучения тайно тренировала в своих военных лагерях.
Джал провел несколько лет, сражаясь на стороне Народной Армии в Эфиопии, пока война не разразилась и там, вследствие чего дети-солдаты были вынуждены вернуться в Судан и присоединились к борьбе Народного Фронта против правительственных войск в Джубе.
«Многие дети были переполнены злобой, они хотели знать, что с ними произошло. И мы все жаждали мести».
Когда постоянные бои стали невыносимыми, Джал вместе с другими детьми решил бежать. Они двигались три месяца, многие умирали по пути, пока не дошли до Вата, где Джал встретил жену Риека Мачара, Эмму МакКун, работавшую в Южном Судане по программе помощи. Она настояла на том, что 11-летний Джал не должен быть солдатом, усыновила его и контрабандой перевезла в Кению, где он учился в школе в Найроби. Через несколько месяцев МакКун погибла в автокатастрофе, но ее друзья помогли Джалу доучиться. Однако, муж Эммы Риек Мачар не хотел, чтобы ребенок оставался с ним, и Джал был вынужден жить в трущобах.

## Дискография

### Сольные альбомы
2004 — Gua
2005 — Ceasefire
2008 — Warchild
2010 — Emmanuel Jal’s 4th Studio Album
2012 — See Me Mama
2014 — The Key

### Приглашенный артист
2005 — Help!: A Day in the Life — War Child
2005 — The Rough Guide to the Music of Sudan — World Music Network
2006 — Live 8 at Eden: Africa Calling
2007 — Instant Karma: The Amnesty International Campaign to Save Darfur — Amnesty International USA
2010 — Sudan Votes Music Hopes
2010 — Sudan Votes Music Hopes REMIXED
2013 — The Rough Guide to Acoustic Africa